# El triunfo de Clelia (Myslivecek)
El triunfo de Clelia (título original en italiano, Il trionfo di Clelia) es una ópera italiana del siglo XVIII en tres actos con música del compositor checo Josef Mysliveček y libreto en italiano de Metastasio. Era habitual en los compositores de los años 1760 poner música a textos metastasianos escritos décadas antes. Excepcionalmente, el texto de Il trionfo di Clelia, producido por vez primera en Viena en el año 1762, era casi nuevo cuando Mysliveček recibió el encargo de componer su música para Turín, y todos los textos de aria usados para su musicación derivan del libreto original. Esta ópera (y todo el resto de óperas de Mysliveček) pertenecen al tipo de ópera seria italiana.
El libreto de Metastasio también fue musicado por Gluck, y otros.

## Historia

### Antecedentes
Il trionfo di Clelia es el número vigésimo quinto de los 27 libretos que escribió Metastasio, situándose entre  Nitteti (1756) y  Rómulo y Hersilia  (1765). Las fuentes a las que acudió Metastasio para componer El triunfo de Clelia fueron los trabajos de los historiadores latinos Tito Livio, Plutarco, Lucio Anneo Floro y Aurelio Víctor; así como del griego Dionisio de Halicarnaso.
El compositor alemán Johann Adolph Hasse (Hamburgo, 1699 – Venecia, 1783) musicó el texto de Metastasio, cantado en italiano y dividido en tres actos, cuyo estreno, con motivo del nacimiento de dos nietos de la Emperatriz María Teresa I de Austria, los archiduques José e Isabel, tuvo lugar el 27 de abril de 1762 en el Burgtheater de Viena

### Representaciones
La ópera de Mysliveček se estrenó en el Teatro Regio de Turín el 26 de diciembre de 1767 a comienzos de la temporada de Carnaval. Producciones operísticas en la corte real de Turín, que fueron apoyadas sólo para la temporada de carnaval que tenía lugar a comienzos de cada año, eran famosas por su lujosa puesta en escena. El encargo de Mysliveček fue el primero después de sus grandes éxitos en Nápoles en el año 1767, especialmente con Il Bellerofonte. Pronto recibió encargos de todos los centros operísticos de Italia. El elenco de la producción turinesa de Il trionfo di Clelia incluyó a la destacada soprano Caterina Gabrielli, quien había contribuido enormemente al éxito de Il Bellerofonte en Nápoles. Francesca Gabrielli, probablemente su hermana, también apareció en la producción turinesa junto con el envejecido castrato Sebastiano Emiliani. La ópera de Mysliveček Il trionfo di Clelia nunca se representó en Praga, pero él claramente llevó la música consigo cuando regresó a Praga para una visita a comienzos de 1768, puesto que arias de ella fuero copiadas en colecciones eclesiásticas de Bohemia durante décadas después de los años 1760. El mismo fenómeno cabe señalar respecto a las arias de las óperas Semiramide e Il Bellerofonte, obras que fueron repuestas en Praga después del regreso del compositor en 1768.

## Personajes
| Personaje                                                                    | Tesitura   | Reparto el 26 de diciembre de 1767 Director : Paolo Domenico Canavasso |
| ---------------------------------------------------------------------------- | ---------- | ---------------------------------------------------------------------- |
| Clelia (joven patricia romana prometida de Orazio)                           | soprano    | Caterina Gabrielli (La Coghetta)                                       |
| Porsena (rey etrusco)                                                        | tenor      | Gaetano Ottani / Lorenzo Andrà                                         |
| Larissa (hija de Porsena, prometida de Tarquinio y amante secreta de Mannio) | soprano    | Francesca Gabrielli                                                    |
| Mannio (príncipe etrusco amante secreto de Larissa)                          | sopranista | Filippo Lorenzini                                                      |
| Tarquinio (depuesto rey de Roma y enamorado de Clelia)                       | sopranista | Sebastiano Emiliani                                                    |
| Orazio (embajador romano y prometido de Clelia)                              | castrato   | Luca Fabbris                                                           |

| Acto I | Acto II | Acto III |
| --- | --- | --- |
| Escena 2 - Aria de Tarquinio, "Sì, tacerò, se vuoi" Escena 3 - Aria de Larissa, "Ah, celar la bella face" Escena 5 - Aria de Orazio, "Resta, o cara" Escena 7 - Aria de Clelia, "Mille dubbi me destano in petto" Escena 8 - Aria de Porsenna, "Sai che piegar si vede" Escena 10 - Recitativo acompañado de Orazio, "Che crudel sacrifizio" Escena 10 - Aria de Orazio, "Saper ti basti, o cara" Escena 11 - Aria de Clelia, "Tempeste il mar" | Escena 1 – Recitativo acompañado de Tarquinio, "Dei, scorre l'ora" Escena 1 - Aria de Orazio, "Dei di Roma" Escena 3 - Dúo de Clelia y Orazio, "Sì, ti fido al tuo gran core" Escena 5 - Aria de Porsenna, "Sol del Tebro" Escena 8 - Aria de Larissa, "Dico che ingiusto sei" Escena 9 - Aria de Mannio, "Vorrei che almen per gioco" Escena 13 - Aria de Clelia, "Io nemica, a torto il dici" Escena 14 - Recitativo acompañado de Tarquinio, "Ma quel mai sì possente" Escena 14 - Aria de Tarquinio, "Non speri onusto il pino" | Escena 1 - Aria de Clelia, "Tanto esposta alle sventure" Escena 3- Aria de Larissa, "Ah, ritorna età del oro" Escena 5- Aria de Porsenna, "Spesso, se ben l'affretta" Escena 6 - Aria de Tarquinio, "In questa selva oscura" Escena 8 - Aria de Orazio, "De' folgori di Giove" Escena 10 - Coro, "Oggi a te, gran re toscano" |

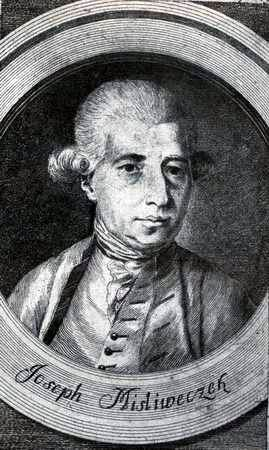
Josef Myslivecek (1737 – 1781)

## Argumento
Cuando el rey de Roma, Tarquinio el Soberbio, fue derrocado en el año 459 a C, pidió ayuda a su compatriota y amigo el rey etrusco Porsena, que se dispuso a sitiar Roma al frente de su poderoso ejército.
Al cabo de unos meses la situación de la ciudad era desesperada, por lo que las autoridades romanas propusieron una tregua al enemigo: los etruscos permitirían a los sitiados salir de la ciudad en busca de comida a cambio de 100 vírgenes romanas.
Cuando Porsena, que aceptó el tratado, se dispuso a llevarse a las prisioneras, una de las muchachas llamada Clelia escapó del grupo y cruzó a nado, con gran riesgo de su vida, el río Tíber entrando de nuevo en la Urbe.
El rey etrusco, indignado, mandó un ultimátum a Roma para que entregase a la virgen. Las autoridades, ante el temor de un redoblado asedio, aceptaron la entrega de Clelia a Porsena, pero éste, admirado de la valentía y el amor por su patria de la muchacha, lejos de matarla o castigarla, se enamoró de ella. 
Y así, una vez que la bella y virtuosa Clelia se convirtió en esposa de Porsena, instó a su esposo a que levantara el sitio de la ciudad y liberara a todas las cautivas. Por su parte, Roma agradeció los esfuerzos de Clelia y, en su recuerdo, erigió una estatua ecuestre de bronce en la Vía Máxima.

## Influencia
Metastasio tuvo gran influencia sobre los compositores de ópera desde principios del siglo XVIII a comienzos del siglo XIX. Los teatros de más renombre representaron en este período obras del ilustre italiano, y los compositores musicalizaron los libretos que el público esperaba ansioso. El triunfo de Clelia fue, sin embargo, una de las menos utilizadas por los compositores de la época, pues sólo fueron doce las versiones que se hicieron de ella.